# TVP3 Katowice
TVP3 Katowice — польський регіональний телеканал, регіональна філія суспільного мовника «TVP» з центром мовлення в Катовицях.
Місцеві студії телеканалу є в Бельсько-Бялій, Ченстохові та Рибнику. До 2005 року працювала філія в Ополі.

## Регіони мовлення
- З 3 грудня 1957 по 31 травня 1975 – Катовицьке та Опольське воєводства.
- З 1 червня 1975 по 31 грудня 1998 – Катовицьке, Бельське, Ченстоховське та Опольське воєводства.
- З 1 січня 1999 по 31 грудня 2004 – Опольське та Сілезьке воєводства.
- З 1 січня 2005 – Сілезьке воєводство.

## Історія
- 3 грудня 1957 року було створено телеканал «Telewizja Katowice». Перша програма охопила південну і західну частини Польщі, а також частини Чехословаччини.
- 29 квітня 1966 року введено в експлуатацію новий телецентр з 90-метровою телевежею.
- 1 жовтня 1985 року запущено перший незалежний регіональний телеканал польського телебачення під назвою «Telewizja Katowice»[1].
- 14 травня 1990 року «Telewizja Katowice» як перший канал в країні розпочав трансляцію програми на власній частоті під назвою «GTR-3». У 1991 році через численну критику змісту програм замінений каналом під назвою «Tele 3»[2].
- 17 січня 2000 року створено регіональну філію в Ополі, яка підпорядковувалася «OTV Katowice».
- 3 березня 2002 року приєднався до загальнодержавної регіональної телемережі — TVP3.
- 1 січня 2005 року створено TVP Opole, що зменшило територію мовлення «Telewizja Katowice».
- 6 жовтня 2007 року «Telewizja Katowice» разом з іншими регіональними телевізійними центрами транслюється на «TVP Info».
- 15 січня 2010 року в будівлі телеканалу спалахнула пожежа, внаслідок якої ніхто не постраждав[3].
- 7 лютого 2012 року «TVP Katowice» разом із інформаційною смугою TVP розпочинає трансляцію у форматі DVB-T у широкоекранному форматі 16:9.
- 1 вересня 2013 року «TVP Katowice» розпочав мовлення на «TVP Regionalna».
- 2 січня 2016 року «TVP Katowice, як і інші регіональні телеканали TVP, змінив назву на «TVP3 Katowice».